# Carl Pierson
Pour les articles homonymes, voir Pierson.

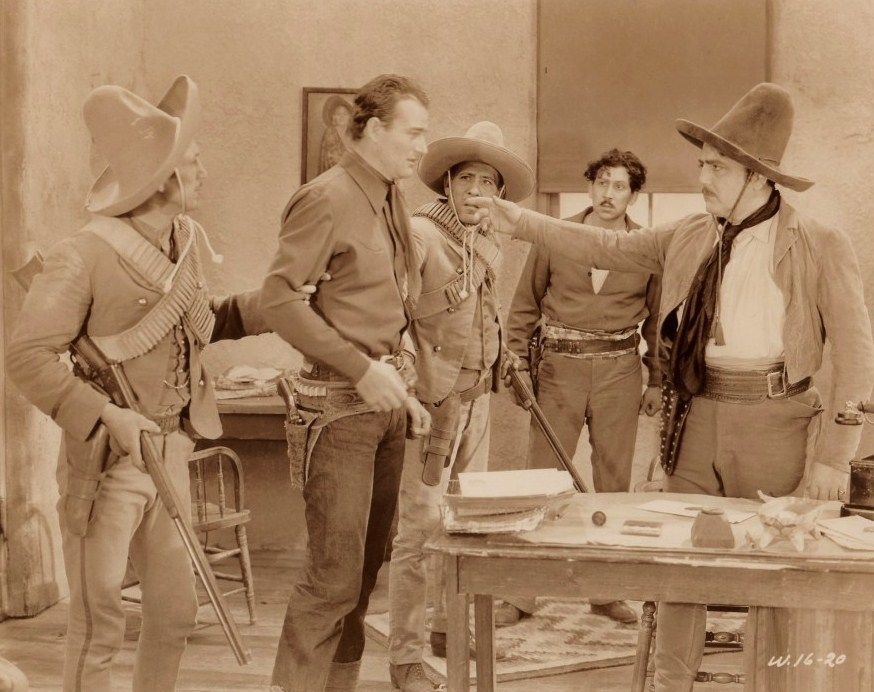
L'Élixir du docteur Carter (1935, réalisateur) :
John Wayne (2e à g.) et Gino Corrado (à d.)

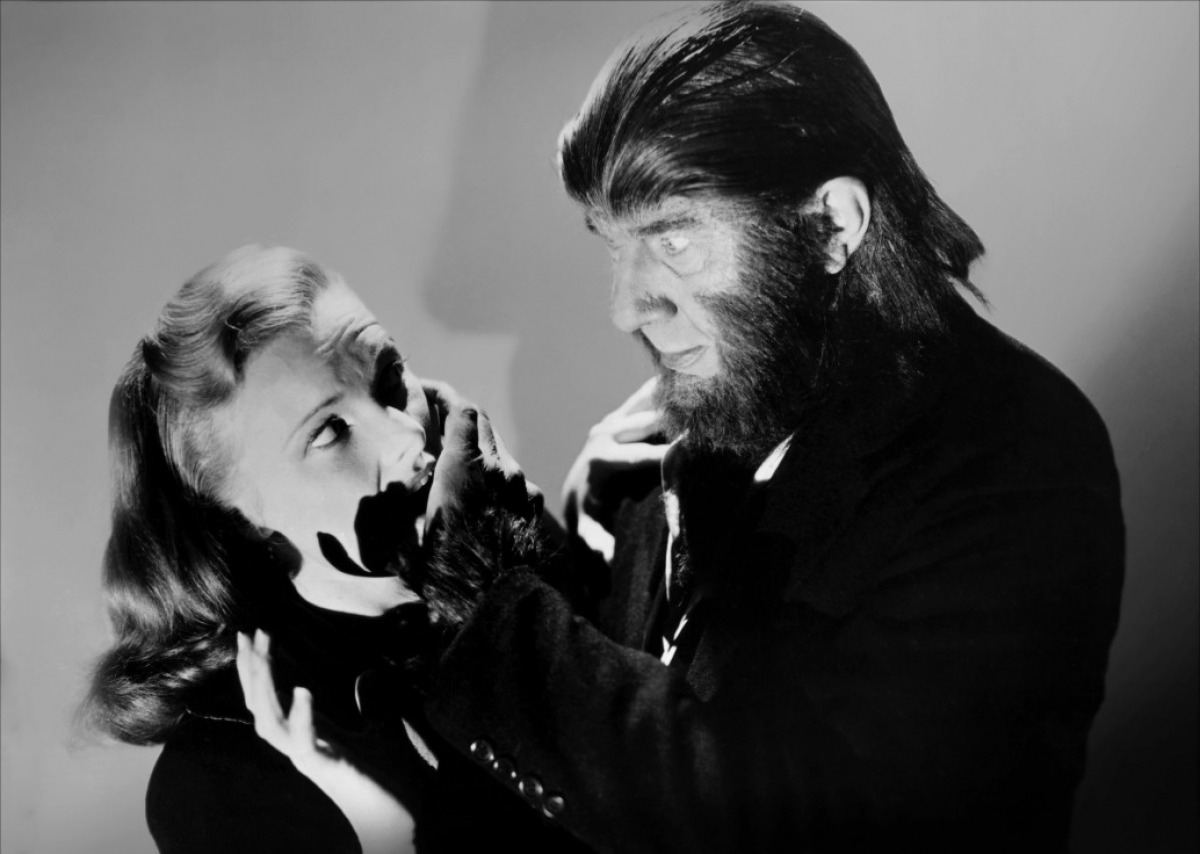
L'Homme-singe (The Ape Man) (1943, monteur) :
Louise Currie et Béla Lugosi

Carl Pierson (parfois crédité Carl L. Pierson) est un monteur et réalisateur américain, né le 26 juin 1891 à Indianapolis (Indiana), mort le 11 février 1977 à Los Angeles (Californie).

## Biographie
Carl Pierson débute comme assistant-monteur (non crédité) sur Les Ailes de William A. Wellman (avec Clara Bow et Charles 'Buddy' Rogers), sorti en 1927. Il contribue ensuite comme monteur à plus de deux-cents films américains, principalement de série B, sortis entre 1928 (Rose-Marie de Lucien Hubbard, avec Joan Crawford dans le rôle-titre) et 1966.
Parmi eux figurent de nombreux westerns (ayant notamment pour vedettes Buck Jones, Bob Steele ou John Wayne), ainsi que des films d'horreur. Mentionnons Justice pour un innocent d'Armand Schaefer (1933, avec John Wayne et Yakima Canutt), L'Homme de l'Utah de Robert N. Bradbury (1934, avec John Wayne et Polly Ann Young), Le Monstre de minuit de Wallace Fox (1942, avec Béla Lugosi et John Archer) et Barbe-Bleue d'Edgar G. Ulmer (1944, avec John Carradine et Jean Parker).
Toujours comme monteur, il collabore pour la télévision à quatre séries, disséminées de 1952 à 1961, dont Pony Express (en) (dix-sept épisodes, 1959-1961).
En outre, Carl Pierson réalise trois westerns sortis en 1935, The Singing Vagabond (en) (avec Gene Autry et Ann Rutherford), La Frontière impitoyable (The New Frontier) (avec John Wayne et Murdock MacQuarrie) et L'Élixir du docteur Carter (Paradise Canyon) (avec John Wayne et Marion Burns).

## Filmographie partielle

### Comme monteur
Au cinéma
- 1927 : Les Ailes (Wings) de William A. Wellman (assistant-monteur)
- 1928 : Rose-Marie de Lucien Hubbard
- 1928 : Les Pilotes de la mort (The Legion of the Condemned) de William A. Wellman
- 1928 : Mon pékinois (The Baby Cyclone) d'A. Edward Sutherland
- 1929 : L'Île mystérieuse (The Mysterious Island) de Lucien Hubbard
- 1930 : Montana Moon de Malcolm St. Clair
- 1930 : The Florodora Girl de Harry Beaumont
- 1931 : Law of the Sea d'Otto Brower
- 1932 : Klondike de Phil Rosen
- 1932 : Police Court de Louis King
- 1932 : Lucky Larrigan de John P. McCarthy
- 1932 : Broadway to Cheyenne (en) de Harry L. Fraser
- 1933 : The Phantom Broadcast (en) de Phil Rosen
- 1933 : Les Cavaliers du destin (Riders of Destiny) de Robert N. Bradbury
- 1933 : Skyway de Lewis D. Collins
- 1933 : Justice pour un innocent (Sagebrush Trail) d'Armand Schaefer
- 1933 : Wine, Women and Song d'Herbert Brenon
- 1933 : Oliver Twist de William J. Cowen
- 1933 : Diamond Trail de Harry L. Fraser
- 1933 : Rêves brisés (Broken Dreams) de Robert G. Vignola
- 1933 : Sensation Hunters (en) de Charles Vidor
- 1934 : Sing Sing Nights de Lewis D. Collins
- 1934 : Cœurs meurtris  (A Girl of the Limberlost) de Christy Cabanne
- 1934 : Tomorrow's Youth de Charles Lamont
- 1934 : À l'ouest des montagnes (West of the Divide) de Robert N. Bradbury
- 1934 : Sixteen Fathoms Deep d'Armand Schaefer
- 1934 : Jane Eyre de Christy Cabanne
- 1934 : Flirting with Danger de Vin Moore
- 1934 : Randy le solitaire (Randy Rides Alone) de Harry L. Fraser
- 1934 : A Woman's Man d'Edward Ludwig
- 1934 : Monte Carlo Nights (en) de William Nigh
- 1934 : L'Homme de l'Utah (The Man from Utah) de Robert N. Bradbury
- 1934 : The Moonstone de Reginald Barker
- 1934 : Million Dollar Baby de Joseph Santley
- 1935 : Cappy Ricks Returns de Mack V. Wright
- 1935 : Lawless Range de Robert N. Bradbury
- 1935 : Make a Million de Lewis D. Collins
- 1935 : Les Loups du désert (Westward Ho) de Robert N. Bradbury
- 1935 : The Mystery Man de Ray McCarey
- 1935 : Texas Terror de Robert N. Bradbury
- 1935 : Honeymoon Limited (en) de  Arthur Lubin
- 1936 : Touchez pas à la chnouf (Reefer Madness) de Louis J. Gasnier
- 1936 : It's Up to You de Christy Cabanne
- 1936 : Sur la piste d'Oregon (The Oregon Trail) de Scott Pembroke
- 1936 : I Cover Chinatown (en) de Norman Foster
- 1936 : Red River Valley (en) de B. Reeves Eason
- 1937 : The Legion of Missing Men (en) d'Hamilton MacFadden
- 1937 : The Californian (en) de Gus Meins
- 1937 : Western Gold d'Howard Bretherton
- 1938 : Black Bandit (en) de George Waggner
- 1938 : Spirit of Youth de Harry L. Fraser
- 1938 : Rebellious Daughters de Jean Yarbrough
- 1938 : Paroled from the Big House d'Elmer Clifton
- 1939 : The Phantom Stage de George Waggner
- 1939 : The Mad Empress de Miguel Contreras Torres (film américano-mexicain)
- 1939 : Sky Patrol d'Howard Bretherton
- 1940 : Chasse aux faussaires (That Gang of Mine) de Joseph H. Lewis
- 1941 : Redhead d'Edward L. Cahn
- 1941 : Forbidden Trails de Robert N. Bradbury
- 1942 : Le Monstre de minuit (Bowery at Midnight) de Wallace Fox
- 1942 : Black Dragons de William Nigh
- 1942 : Inside the Law (en) d'Hamilton MacFadden
- 1942 : Road to Happiness de Phil Rosen
- 1942 : Dawn on the Great Divide (en) d'Howard Bretherton
- 1943 : Ghosts on the Loose de William Beaudine
- 1943 : The Law Rides Again (en) d'Alan James
- 1943 : Cosmo Jones in the Crime Smasher de James Tinling
- 1943 : L'Homme-singe (The Ape Man) de William Beaudine
- 1943 : The Stranger from Pecos de Lambert Hillyer
- 1943 : Outlaws of Stampede Pass de Wallace Fox
- 1944 : Barbe-Bleue (Bluebeard) d'Edgar G. Ulmer
- 1944 : Raiders of the Border de John P. McCarthy
- 1944 : Block Busters (en) de Wallace Fox
- 1944 : Le Troubadour de Broadway (Minstrel Man) de Joseph H. Lewis
- 1944 : L'Esprit diabolique (Voodoo Man) de William Beaudine
- 1945 : Strange Illusion d'Edgar G. Ulmer
- 1945 : Why Girls Leave Home de William Berke
- 1946 : Her Sister's Secret d'Edgar G. Ulmer
- 1948 : Range Renegades (en) de Lambert Hillyer
- 1948 : Courtin' Trouble (en) de Ford Beebe
- 1949 : Brand of Fear (en) d'Oliver Drake
- 1949 : Gun Runner de Lambert Hillyer
- 1950 : J'ai tué Billy le Kid (I Shot Billy the Kid) de William Berke
- 1950 : Radar Secret de Sam Newfield
- 1951 : Little Big Horn de Charles Marquis Warren
- 1951 : Three Desperate Men de Sam Newfield
- 1953 : The Great Jesse James Raid (it) de Reginald Le Borg
- 1953 : Les Péchés de Jézabel (Sins of Jezebel) de Reginald Le Borg
- 1955 : The Titled Tenderfoot de Frank McDonald
- 1956 : Massacre de Louis King
- 1956 : Yaqui Drums de Jean Yarbrough
- 1956 : Stagecoach to Fury de William F. Claxton
- 1957 : She Devil de Kurt Neumann
- 1958 : Ambush at Cimarron Pass de Jodie Copelan
- 1958 : Diamond Safari (en) de Gerald Mayer
- 1962 : Womanhunt de Maury Dexter
- 1964 : Raiders from Beneath the Sea (en) de Maury Dexter

À la télévision (séries - intégrale)
- 1952 : The Adventures of Wild Bill Hickok
  - Saison 3, épisode 13 Lumber Camp Story
- 1955-1956 : Sheena (Sheena, Queen of the Jungle)
  - Saison unique, 6 épisodes
- 1959-1960 : Pony Express
  - Saison unique, 17 épisodes
- 1960-1961 : The Barbara Stanwyck Show (en)
  - Saison unique, 13 épisodes

### Comme réaliseur (intégrale)
(au cinéma)
- 1935 : The Singing Vagabond (en)
- 1935 : L'Élixir du docteur Carter (Paradise Canyon)
- 1935 : La Frontière impitoyable (The New Frontier)